# Teubalui
Teubalui is een bestuurslaag in het regentschap Aceh Besar van de provincie Atjeh, Indonesië. Teubalui telt 456 inwoners (volkstelling 2010).